# AS-201
AS-201 è stata una missione della NASA del programma Apollo che per la prima volta utilizzava un razzo Saturn IB. Si trattò di un volo suborbitale privo di equipaggio con lo scopo di testare i moduli di comando e di servizio Apollo (CSM). Gli obiettivi erano inoltre verificare l'integrità strutturale, i carichi di lancio, la separazione degli stadi e il funzionamento dei sottosistemi del Saturn IB e valutare i sottosistemi della navicella spaziale Apollo, lo scudo termico e le strutture di supporto della missione.